# 第四十一屆威廉瓊斯盃國際籃球邀請賽
第41屆威廉瓊斯盃國際籃球邀請賽於2019年7月舉辦，本屆賽事由緯來體育台現場直播。男子組共有九隊，包括地主中華藍、白，比賽於7月12日至21日舉行。女子組共六隊，地主派出中華藍、白，比賽於7月24日至28日舉行。本屆男子與女子賽事在彰化縣立體育館、新莊體育館舉辦。

## 男子組

### 參賽隊伍
- 中華藍
- 中華白
- 日本（國家隊[1]）
- 韓國（國家隊[1]）
- 菲律賓（Mighty Sports[2]）
- 印尼（國家隊[1]）
- 伊朗（U23[3]）
- 約旦（國家隊[1]）
- 加拿大（UBC[1]）

### 戰績排名
| 排名 | 隊伍   | 賽 | 勝 | 負 | 率    | 勝差 |
| ---- | ------ | -- | -- | -- | ----- | ---- |
| 1    | 菲律賓 | 8  | 8  | 0  | 1.000 | —    |
| 2    | 韓國   | 8  | 7  | 1  | .875  | 1    |
| 3    | 日本   | 8  | 6  | 2  | .750  | 2    |
| 4    | 中華藍 | 8  | 5  | 3  | .625  | 3    |
| 5    | 伊朗   | 8  | 4  | 4  | .500  | 4    |
| 6    | 約旦   | 8  | 2  | 6  | .250  | 6    |
| 7    | 中華白 | 8  | 2  | 6  | .250  | 6    |
| 8    | 印尼   | 8  | 1  | 7  | .125  | 7    |
| 9    | 加拿大 | 8  | 1  | 7  | .125  | 7    |

### 比賽日誌
| 2019年7月12日 | 中華白                                             | 92–84（OT）                                        | 加拿大                                             | 彰化縣立體育館 |
| 13:00         | 每節分數： 20–27、21–16、15–16、22–19、加时： 14–6 | 每節分數： 20–27、21–16、15–16、22–19、加时： 14–6 | 每節分數： 20–27、21–16、15–16、22–19、加时： 14–6 |                |
|               |                                                    | 賽後數據                                           |                                                    |                |

| 2019年7月12日 | 菲律賓                                | 98–72                                 | 伊朗                                  | 彰化縣立體育館 |
| 15:00         | 每節分數： 21–12、25–21、32–18、20–21 | 每節分數： 21–12、25–21、32–18、20–21 | 每節分數： 21–12、25–21、32–18、20–21 |                |
|               |                                       | 賽後數據                              |                                       |                |

| 2019年7月12日 | 韓國                                 | 69–64                                | 約旦                                 | 彰化縣立體育館 |
| 17:00         | 每節分數： 20–17、13–17、22–24、14–6 | 每節分數： 20–17、13–17、22–24、14–6 | 每節分數： 20–17、13–17、22–24、14–6 |                |
|               |                                      | 賽後數據                             |                                      |                |

| 2019年7月12日 | 中華藍                                | 75–77                                 | 日本                                  | 彰化縣立體育館 |
| 19:30         | 每節分數： 16–19、14–24、26–16、19–18 | 每節分數： 16–19、14–24、26–16、19–18 | 每節分數： 16–19、14–24、26–16、19–18 |                |
|               |                                       | 賽後數據                              |                                       |                |

| 2019年7月13日 | 約旦                                  | 74–90                                 | 菲律賓                                | 彰化縣立體育館 |
| 13:00         | 每節分數： 16–21、13–23、15–24、30–22 | 每節分數： 16–21、13–23、15–24、30–22 | 每節分數： 16–21、13–23、15–24、30–22 |                |
|               |                                       | 賽後數據                              |                                       |                |

| 2019年7月13日 | 印尼                                  | 80–70                                 | 加拿大                                | 彰化縣立體育館 |
| 15:00         | 每節分數： 10–12、19–21、23–25、28–12 | 每節分數： 10–12、19–21、23–25、28–12 | 每節分數： 10–12、19–21、23–25、28–12 |                |
|               |                                       | 賽後數據                              |                                       |                |

| 2019年7月13日 | 中華白                                | 60–66                                 | 韓國                                  | 彰化縣立體育館 |
| 17:00         | 每節分數： 13–21、12–11、19–21、16–13 | 每節分數： 13–21、12–11、19–21、16–13 | 每節分數： 13–21、12–11、19–21、16–13 |                |
|               |                                       | 賽後數據                              |                                       |                |

| 2019年7月13日 | 伊朗                                                | 88–91（OT）                                         | 中華藍                                              | 彰化縣立體育館 |
| 19:00         | 每節分數： 15–28、21–20、22–12、20–18、加时： 10–13 | 每節分數： 15–28、21–20、22–12、20–18、加时： 10–13 | 每節分數： 15–28、21–20、22–12、20–18、加时： 10–13 |                |
|               |                                                     | 賽後數據                                            |                                                     |                |

| 2019年7月14日 | 印尼                                 | 51–79                                | 約旦                                 | 彰化縣立體育館 |
| 13:00         | 每節分數： 21–12、10–18、14–23、6–26 | 每節分數： 21–12、10–18、14–23、6–26 | 每節分數： 21–12、10–18、14–23、6–26 |                |
|               |                                      | 賽後數據                             |                                      |                |

| 2019年7月14日 | 菲律賓                               | 94–59                                | 日本                                 | 彰化縣立體育館 |
| 15:00         | 每節分數： 22–17、16–9、31–23、25–10 | 每節分數： 22–17、16–9、31–23、25–10 | 每節分數： 22–17、16–9、31–23、25–10 |                |
|               |                                      | 賽後數據                             |                                      |                |

| 2019年7月14日 | 伊朗                                  | 79–83                                 | 韓國                                  | 彰化縣立體育館 |
| 17:00         | 每節分數： 17–17、11–28、29–25、21–13 | 每節分數： 17–17、11–28、29–25、21–13 | 每節分數： 17–17、11–28、29–25、21–13 |                |
|               |                                       | 賽後數據                              |                                       |                |

| 2019年7月14日 | 加拿大                                              | 99–102（OT）                                        | 中華藍                                              | 彰化縣立體育館 |
| 19:00         | 每節分數： 25–25、19–14、23–23、21–26、加时： 11–14 | 每節分數： 25–25、19–14、23–23、21–26、加时： 11–14 | 每節分數： 25–25、19–14、23–23、21–26、加时： 11–14 |                |
|               |                                                     | 賽後數據                                            |                                                     |                |

| 2019年7月15日 | 韓國                                 | 117–55                               | 印尼                                 | 彰化縣立體育館 |
| 13:00         | 每節分數： 30–15、27–19、36–5、24–16 | 每節分數： 30–15、27–19、36–5、24–16 | 每節分數： 30–15、27–19、36–5、24–16 |                |
|               |                                      | 賽後數據                             |                                      |                |

| 2019年7月15日 | 菲律賓                               | 116–87                               | 加拿大                               | 彰化縣立體育館 |
| 15:00         | 每節分數： 26–27、39–9、33–22、18–29 | 每節分數： 26–27、39–9、33–22、18–29 | 每節分數： 26–27、39–9、33–22、18–29 |                |
|               |                                      | 賽後數據                             |                                      |                |

| 2019年7月15日 | 日本                                 | 72–63                                | 約旦                                 | 彰化縣立體育館 |
| 17:00         | 每節分數： 19–15、16–23、17–18、20–7 | 每節分數： 19–15、16–23、17–18、20–7 | 每節分數： 19–15、16–23、17–18、20–7 |                |
|               |                                      | 賽後數據                             |                                      |                |

| 2019年7月15日 | 中華藍                                | 87–77                                 | 中華白                                | 彰化縣立體育館 |
| 19:00         | 每節分數： 17–25、29–17、31–15、10–20 | 每節分數： 17–25、29–17、31–15、10–20 | 每節分數： 17–25、29–17、31–15、10–20 |                |
|               |                                       | 賽後數據                              |                                       |                |

| 2019年7月16日 | 加拿大                               | 61–72                                | 約旦                                 | 彰化縣立體育館 |
| 13:00         | 每節分數： 9–20、29–19、13–17、10–16 | 每節分數： 9–20、29–19、13–17、10–16 | 每節分數： 9–20、29–19、13–17、10–16 |                |
|               |                                      | 賽後數據                             |                                      |                |

| 2019年7月16日 | 日本                                  | 88–61                                 | 印尼                                  | 彰化縣立體育館 |
| 15:00         | 每節分數： 14–19、25–17、24–12、25–13 | 每節分數： 14–19、25–17、24–12、25–13 | 每節分數： 14–19、25–17、24–12、25–13 |                |
|               |                                       | 賽後數據                              |                                       |                |

| 2019年7月16日 | 韓國                                 | 82–89                                | 菲律賓                               | 彰化縣立體育館 |
| 17:00         | 每節分數： 21–23、17–28、28–9、16–29 | 每節分數： 21–23、17–28、28–9、16–29 | 每節分數： 21–23、17–28、28–9、16–29 |                |
|               |                                      | 賽後數據                             |                                      |                |

| 2019年7月16日 | 約旦                                  | 93–69                                 | 中華白                                | 彰化縣立體育館 |
| 19:00         | 每節分數： 18–18、22–14、24–19、29–18 | 每節分數： 18–18、22–14、24–19、29–18 | 每節分數： 18–18、22–14、24–19、29–18 |                |
|               |                                       | 賽後數據                              |                                       |                |

| 2019年7月18日 | 約旦                                  | 77–82                                 | 伊朗                                  | 新莊體育館 |
| 13:00         | 每節分數： 13–17、24–21、20–23、24–29 | 每節分數： 13–17、24–21、20–23、24–29 | 每節分數： 13–17、24–21、20–23、24–29 |            |
|               |                                       | 賽後數據                              |                                       |            |

| 2019年7月18日 | 加拿大                                | 79–101                                | 韓國                                  | 新莊體育館 |
| 15:00         | 每節分數： 19–24、23–25、15–26、22–26 | 每節分數： 19–24、23–25、15–26、22–26 | 每節分數： 19–24、23–25、15–26、22–26 |            |
|               |                                       | 賽後數據                              |                                       |            |

| 2019年7月18日 | 日本                                  | 68–60                                 | 中華白                                | 新莊體育館 |
| 17:00         | 每節分數： 17–15、16–19、13–13、22–13 | 每節分數： 17–15、16–19、13–13、22–13 | 每節分數： 17–15、16–19、13–13、22–13 |            |
|               |                                       | 賽後數據                              |                                       |            |

| 2019年7月18日 | 印尼                                  | 57–94                                 | 中華藍                                | 新莊體育館 |
| 19:00         | 每節分數： 14–26、11–29、15–27、17–12 | 每節分數： 14–26、11–29、15–27、17–12 | 每節分數： 14–26、11–29、15–27、17–12 |            |
|               |                                       | 賽後數據                              |                                       |            |

| 2019年7月19日 | 中華白                                | 67–76                                 | 伊朗                                  | 新莊體育館 |
| 13:00         | 每節分數： 15–26、17–19、16–18、19–13 | 每節分數： 15–26、17–19、16–18、19–13 | 每節分數： 15–26、17–19、16–18、19–13 |            |
|               |                                       | 賽後數據                              |                                       |            |

| 2019年7月19日 | 印尼                                  | 66–94                                 | 菲律賓                                | 新莊體育館 |
| 15:00         | 每節分數： 13–27、17–18、13–26、23–23 | 每節分數： 13–27、17–18、13–26、23–23 | 每節分數： 13–27、17–18、13–26、23–23 |            |
|               |                                       | 賽後數據                              |                                       |            |

| 2019年7月19日 | 日本                                  | 81–83                                 | 韓國                                  | 新莊體育館 |
| 17:00         | 每節分數： 19–16、12–27、24–23、26–17 | 每節分數： 19–16、12–27、24–23、26–17 | 每節分數： 19–16、12–27、24–23、26–17 |            |
|               |                                       | 賽後數據                              |                                       |            |

| 2019年7月19日 | 中華藍                                | 89–70                                 | 約旦                                  | 新莊體育館 |
| 19:00         | 每節分數： 20–16、26–18、21–16、22–20 | 每節分數： 20–16、26–18、21–16、22–20 | 每節分數： 20–16、26–18、21–16、22–20 |            |
|               |                                       | 賽後數據                              |                                       |            |

| 2019年7月20日 | 中華白                                | 97–76                                 | 印尼                                  | 新莊體育館 |
| 13:00         | 每節分數： 18–21、17–25、34–15、28–15 | 每節分數： 18–21、17–25、34–15、28–15 | 每節分數： 18–21、17–25、34–15、28–15 |            |
|               |                                       | 賽後數據                              |                                       |            |

| 2019年7月20日 | 約旦                                  | 79–83                                 | 加拿大                                | 新莊體育館 |
| 15:00         | 每節分數： 22–11、18–33、19–13、20–26 | 每節分數： 22–11、18–33、19–13、20–26 | 每節分數： 22–11、18–33、19–13、20–26 |            |
|               |                                       | 賽後數據                              |                                       |            |

| 2019年7月20日 | 伊朗                                | 51–74                               | 日本                                | 新莊體育館 |
| 17:00         | 每節分數： 4–9、15–18、15–21、17–26 | 每節分數： 4–9、15–18、15–21、17–26 | 每節分數： 4–9、15–18、15–21、17–26 |            |
|               |                                     | 賽後數據                            |                                     |            |

| 2019年7月20日 | 菲律賓                                | 97–74                                 | 中華藍                                | 新莊體育館 |
| 19:00         | 每節分數： 24–14、26–18、22–17、25–25 | 每節分數： 24–14、26–18、22–17、25–25 | 每節分數： 24–14、26–18、22–17、25–25 |            |
|               |                                       | 賽後數據                              |                                       |            |

| 2019年7月21日 | 印尼                                 | 53–95                                | 伊朗                                 | 新莊體育館 |
| 13:00         | 每節分數： 11–26、8–22、18–25、16–22 | 每節分數： 11–26、8–22、18–25、16–22 | 每節分數： 11–26、8–22、18–25、16–22 |            |
|               |                                      | 賽後數據                             |                                      |            |

| 2019年7月21日 | 日本                                  | 87–78                                 | 加拿大                                | 新莊體育館 |
| 15:00         | 每節分數： 14–25、22–14、26–19、25–20 | 每節分數： 14–25、22–14、26–19、25–20 | 每節分數： 14–25、22–14、26–19、25–20 |            |
|               |                                       | 賽後數據                              |                                       |            |

| 2019年7月21日 | 菲律賓                                | 81–71                                 | 中華白                                | 新莊體育館 |
| 17:00         | 每節分數： 15–16、25–16、19–23、22–16 | 每節分數： 15–16、25–16、19–23、22–16 | 每節分數： 15–16、25–16、19–23、22–16 |            |
|               |                                       | 賽後數據                              |                                       |            |

| 2019年7月21日 | 中華藍                               | 64–70                                | 韓國                                 | 新莊體育館 |
| 19:00         | 每節分數： 21–20、8–18、21–19、14–13 | 每節分數： 21–20、8–18、21–19、14–13 | 每節分數： 21–20、8–18、21–19、14–13 |            |
|               |                                      | 賽後數據                             |                                      |            |

### 獎項
| 獎項     | 得主             | 球隊   | 參考  |
| -------- | ---------------- | ------ | ----- |
| MVP      | Renaldo Balkman  | 菲律賓 | [ 4 ] |
| 最佳五人 | Renaldo Balkman  | 菲律賓 | [ 4 ] |
| 最佳五人 | Eugene Phelps    | 菲律賓 | [ 4 ] |
| 最佳五人 | Ricardo Ratliffe | 韓國   | [ 4 ] |
| 最佳五人 | 陳盈駿           | 中華藍 | [ 4 ] |
| 最佳五人 | 胡瓏貿           | 中華藍 | [ 4 ] |

## 女子組

### 參賽隊伍
- 中華藍
- 中華白
- 日本（三菱電機無尾熊[1]）
- 韓國（國民銀行KB STARS[1]）
- 菲律賓（國家隊[1]）
- 紐西蘭（國家隊[1]）

### 戰績排名
| 排名 | 隊伍   | 賽 | 勝 | 負 | 率    | 勝差 |
| ---- | ------ | -- | -- | -- | ----- | ---- |
| 1    | 日本   | 5  | 5  | 0  | 1.000 | —    |
| 2    | 紐西蘭 | 5  | 4  | 1  | .800  | 1    |
| 3    | 中華白 | 5  | 2  | 3  | .400  | 3    |
| 4    | 韓國   | 5  | 2  | 3  | .400  | 3    |
| 5    | 中華藍 | 5  | 2  | 3  | .400  | 3    |
| 6    | 菲律賓 | 5  | 0  | 5  | .000  | 5    |

### 比賽日誌
| 2019年7月24日 | 菲律賓                                | 72–106                                | 紐西蘭                                | 新莊體育館 |
| 14:00         | 每節分數： 14–25、25–34、17–22、16–25 | 每節分數： 14–25、25–34、17–22、16–25 | 每節分數： 14–25、25–34、17–22、16–25 |            |
|               |                                       | 攻守數據                              |                                       |            |

| 2019年7月24日 | 韓國                                  | 58–54                                 | 中華白                                | 新莊體育館 |
| 16:00         | 每節分數： 11–11、16–16、17–15、14–12 | 每節分數： 11–11、16–16、17–15、14–12 | 每節分數： 11–11、16–16、17–15、14–12 |            |
|               |                                       | 攻守數據                              |                                       |            |

| 2019年7月24日 | 中華藍                                | 67–75                                 | 日本                                  | 新莊體育館 |
| 18:30         | 每節分數： 12–15、13–24、21–16、21–20 | 每節分數： 12–15、13–24、21–16、21–20 | 每節分數： 12–15、13–24、21–16、21–20 |            |
|               |                                       | 攻守數據                              |                                       |            |

| 2019年7月25日 | 紐西蘭                               | 73–61                                | 韓國                                 | 新莊體育館 |
| 14:00         | 每節分數： 23–15、22–16、19–15、9–15 | 每節分數： 23–15、22–16、19–15、9–15 | 每節分數： 23–15、22–16、19–15、9–15 |            |
|               |                                      | 攻守數據                             |                                      |            |

| 2019年7月25日 | 日本                                  | 85–82                                 | 菲律賓                                | 新莊體育館 |
| 16:00         | 每節分數： 25–13、21–20、23–26、16–23 | 每節分數： 25–13、21–20、23–26、16–23 | 每節分數： 25–13、21–20、23–26、16–23 |            |
|               |                                       | 攻守數據                              |                                       |            |

| 2019年7月25日 | 中華白                               | 85–59                                | 中華藍                               | 新莊體育館 |
| 18:00         | 每節分數： 28–15、19–6、18–17、20–21 | 每節分數： 28–15、19–6、18–17、20–21 | 每節分數： 28–15、19–6、18–17、20–21 |            |
|               |                                      | 攻守數據                             |                                      |            |

| 2019年7月26日 | 日本                                  | 80–72                                 | 韓國                                  | 新莊體育館 |
| 14:00         | 每節分數： 19–25、15–17、15–13、31–17 | 每節分數： 19–25、15–17、15–13、31–17 | 每節分數： 19–25、15–17、15–13、31–17 |            |
|               |                                       | 攻守數據                              |                                       |            |

| 2019年7月26日 | 紐西蘭                                | 97–78                                 | 中華白                                | 新莊體育館 |
| 16:00         | 每節分數： 26–23、14–16、33–20、24–19 | 每節分數： 26–23、14–16、33–20、24–19 | 每節分數： 26–23、14–16、33–20、24–19 |            |
|               |                                       | 攻守數據                              |                                       |            |

| 2019年7月26日 | 中華藍                                             | 99–91（OT）                                        | 菲律賓                                             | 新莊體育館 |
| 18:00         | 每節分數： 25–27、18–14、20–26、19–15、加时： 17–9 | 每節分數： 25–27、18–14、20–26、19–15、加时： 17–9 | 每節分數： 25–27、18–14、20–26、19–15、加时： 17–9 |            |
|               |                                                    | 攻守數據                                           |                                                    |            |

| 2019年7月27日 | 中華白                                | 62–81                                 | 日本                                  | 新莊體育館 |
| 14:00         | 每節分數： 18–22、11–18、18–20、15–21 | 每節分數： 18–22、11–18、18–20、15–21 | 每節分數： 18–22、11–18、18–20、15–21 |            |
|               |                                       | 攻守數據                              |                                       |            |

| 2019年7月27日 | 韓國                                  | 92–80                                 | 菲律賓                                | 新莊體育館 |
| 16:00         | 每節分數： 28–20、23–15、15–24、26–21 | 每節分數： 28–20、23–15、15–24、26–21 | 每節分數： 28–20、23–15、15–24、26–21 |            |
|               |                                       | 攻守數據                              |                                       |            |

| 2019年7月27日 | 紐西蘭                                | 86–68                                 | 中華藍                                | 新莊體育館 |
| 18:00         | 每節分數： 31–19、18–13、16–15、21–21 | 每節分數： 31–19、18–13、16–15、21–21 | 每節分數： 31–19、18–13、16–15、21–21 |            |
|               |                                       | 攻守數據                              |                                       |            |

| 2019年7月28日 | 菲律賓                                | 83–92                                 | 中華白                                | 新莊體育館 |
| 14:00         | 每節分數： 17–30、29–23、12–15、25–24 | 每節分數： 17–30、29–23、12–15、25–24 | 每節分數： 17–30、29–23、12–15、25–24 |            |
|               |                                       | 攻守數據                              |                                       |            |

| 2019年7月28日 | 日本                                  | 95–63                                 | 紐西蘭                                | 新莊體育館 |
| 16:00         | 每節分數： 30–14、21–11、28–17、16–21 | 每節分數： 30–14、21–11、28–17、16–21 | 每節分數： 30–14、21–11、28–17、16–21 |            |
|               |                                       | 攻守數據                              |                                       |            |

| 2019年7月28日 | 中華藍                                                  | 88–80（OT2）                                            | 韓國                                                    | 新莊體育館 |
| 18:00         | 每節分數： 14–16、17–12、19–18、15–21、加时： 7–7、14–6 | 每節分數： 14–16、17–12、19–18、15–21、加时： 7–7、14–6 | 每節分數： 14–16、17–12、19–18、15–21、加时： 7–7、14–6 |            |
|               |                                                         | 攻守數據                                                |                                                         |            |

### 獎項
| 獎項     | 得主          | 球隊   | 參考  |
| -------- | ------------- | ------ | ----- |
| MVP      | 渡邊亞彌      | 日本   | [ 5 ] |
| 最佳五人 | 渡邊亞彌      | 日本   | [ 5 ] |
| 最佳五人 | 川井麻衣      | 日本   | [ 5 ] |
| 最佳五人 | Micaela Cocks | 紐西蘭 | [ 5 ] |
| 最佳五人 | 陳薇安        | 中華白 | [ 5 ] |
| 最佳五人 | 彭詩晴        | 中華籃 | [ 5 ] |

## 外部連結
- 官方网站